# تريس (مركب كيميائي)
ثلاثي(هيدروكسي ميثيل) أمينو الميثان مركب عضوي صيغته C4H11NO3؛ ويعرف اختصاراً باسم تريس TRIS؛ كما يعرف أيضاً باسم تروميثامين وكذلك بالاختصار THAM.يستخدم على نطاق واسع في الكيمياء الحيوية والبيولوجيا الجزيئية كمكون من المحاليل المنظمة.
يتألف المركب بنيوياً من الناحية الكيميائية من مجموعة أمين أولية بالإضافة إلى وجود ثلاث مجموعات من الهيدروكسيل.

## التحضير
يمكن تحضير المركب من إجراء تفاعل تكاثف بين نترو الميثان والفورمالدهيد تحت شروط قاعدية (تفاعل هنري)، حيث يستحصل أولاً على المركب الوسطي HOCH2)3CNO2)، والذي يهدرج بشكل لاحق للحصول على الناتج.

## الخواص
يوجد المركب في الشروط القياسية على شكل صلب بلوري عديم اللون، ذي انحلالية جيدة في الماء. يبدي المركب خواصاً قاعدية في المحاليل.

## الاستخدامات
يستخدم مركب تريس بشكل واسع في تحضير المحاليل المنظمة في مختبرات الكيمياء الحيوية وعلم الأحياء الجزيئي. حيث يبدي تريس سعة منظمة جيدة قي الأوساط ذات pH بين 7.2 و 9.0.
يستخدم تريس أيضاً في الأوساط الطبية على شكل عقار تحت اسم تروميثامين من أجل معالجة الحالات الشديدة من الحماض الأيضي في حالات خاصة.